# Unternehmen Deutschland
Unternehmen Deutschland ... eine Partei für alle (UDP) war eine deutsche politische Partei, die hauptsächlich in Hamburg aktiv war. Sie wurde am 9. November 1996 als Demokratische Bürgerpartei gegründet. Am 31. Dezember 1996 hatte sie 21 Mitglieder. Im Juli 1997 hatte sie nach eigenen Angaben 238 Mitglieder. Nach 1998 trat die Partei nicht mehr in Erscheinung.

## Wahlen
Die Kleinpartei nahm am 21. September an der Bürgerschaftswahl in Hamburg teil und erreichte 1690 Stimmen (0,21 %). Die geplante Teilnahme an der turnusmäßig 1998 vorgesehenen Landtagswahl in Nordrhein-Westfalen wurde nicht realisiert. Die Beteiligungsanzeige zur Bundestagswahl 1998 wurde zurückgewiesen, da sie nicht von drei Vorstandsmitgliedern unterzeichnet war.

## Personen
Vorsitzender der Partei war der Kaufmann Franz-Josef Kröger. Zweiter Vorsitzender war Wolfgang Platte und Schatzmeister Eberhard Gowitzke.

## Programmatik
Die Partei setzte ihren Schwerpunkt in den Bereichen Arbeit, Justiz und Innere Sicherheit. Ihr Wahlprogramm für Hamburg sah die personelle Aufstockung der Polizei vor und forderte härteres Vorgehen gegen Kriminelle. Zudem sollten Handwerkskammern für mehr Lehrstellen in Hamburg sorgen.